# Mille uragani
Mille uragani è un singolo di Piero Pelù, scritto a quattro mani da Pelu' e Gaudi e pubblicato dalla Sony Music il 18 ottobre 2013, anticipando la raccolta Identikit. È' il primo singolo di Piero Pelù dopo la reunion coi Litfiba. Il brano vanta della collaborazione di Federico Poggipollini alle chitarre, Franco Li Causi (ex Negrita) al basso, Daniele Dupuis (aka Megahertz) alle tastiere, Luca Martelli alla batteria, e alcuni interventi di chitarre di Saverio Lanza.

## Tracce
1. Mille uragani – 3:41

## Videoclip
Il video di Mille uragani è stato scritto e realizzato a quattro mani dallo stesso Piero Pelù con la regista serba Ivana Smudja. Le scene sono state girate dentro un ex cinema a luci rosse di Berlino Est, scelto come location per la sua atmosfera intima e decadente.
In una delle inquadrature esterne, girate in notturna, si può notare distintamente la Torre della televisione di Berlino, elemento caratteristico del quartiere Mitte.